# Чешские земли

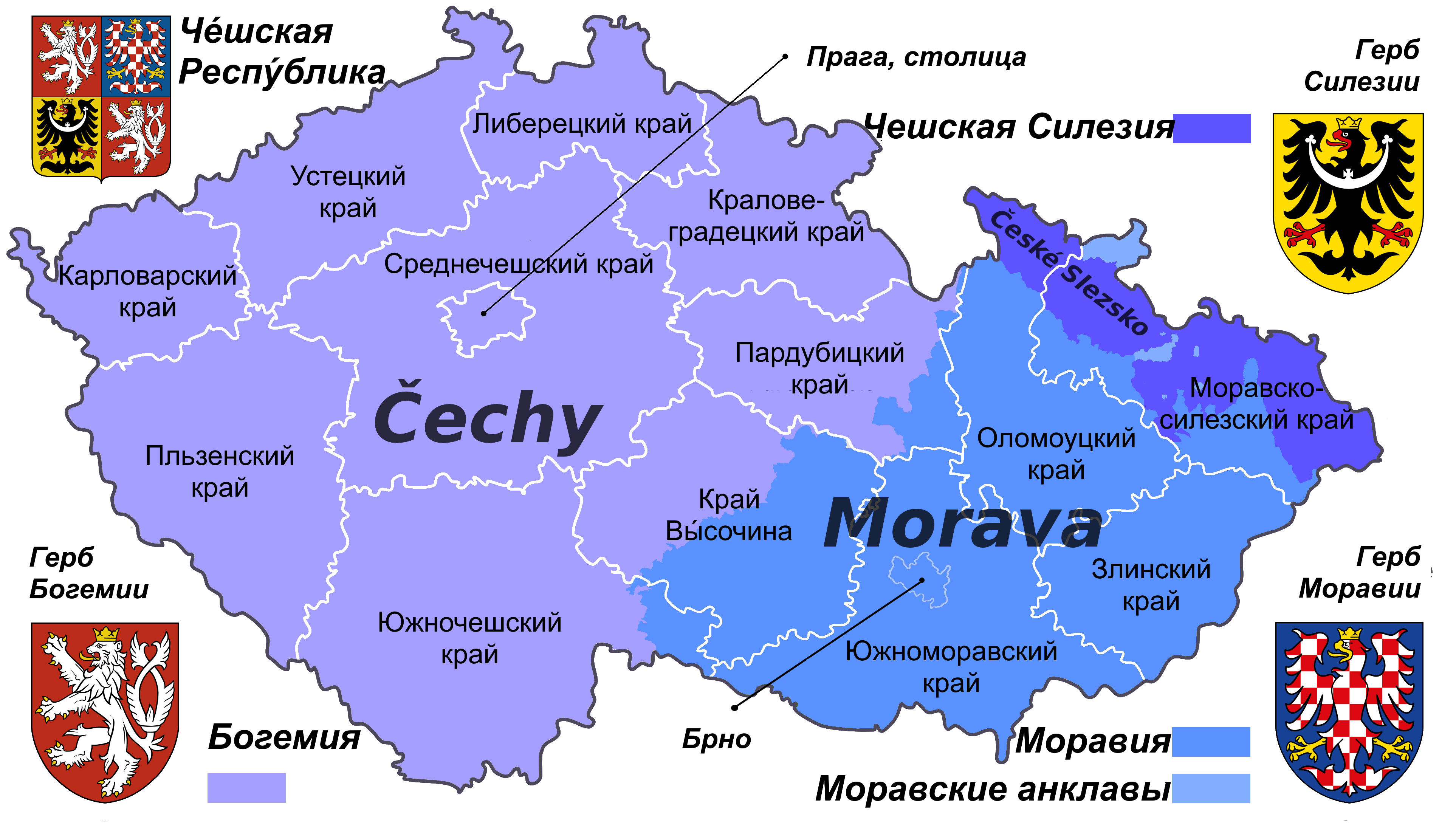
Чешские земли по сравнению с современными административными единицами

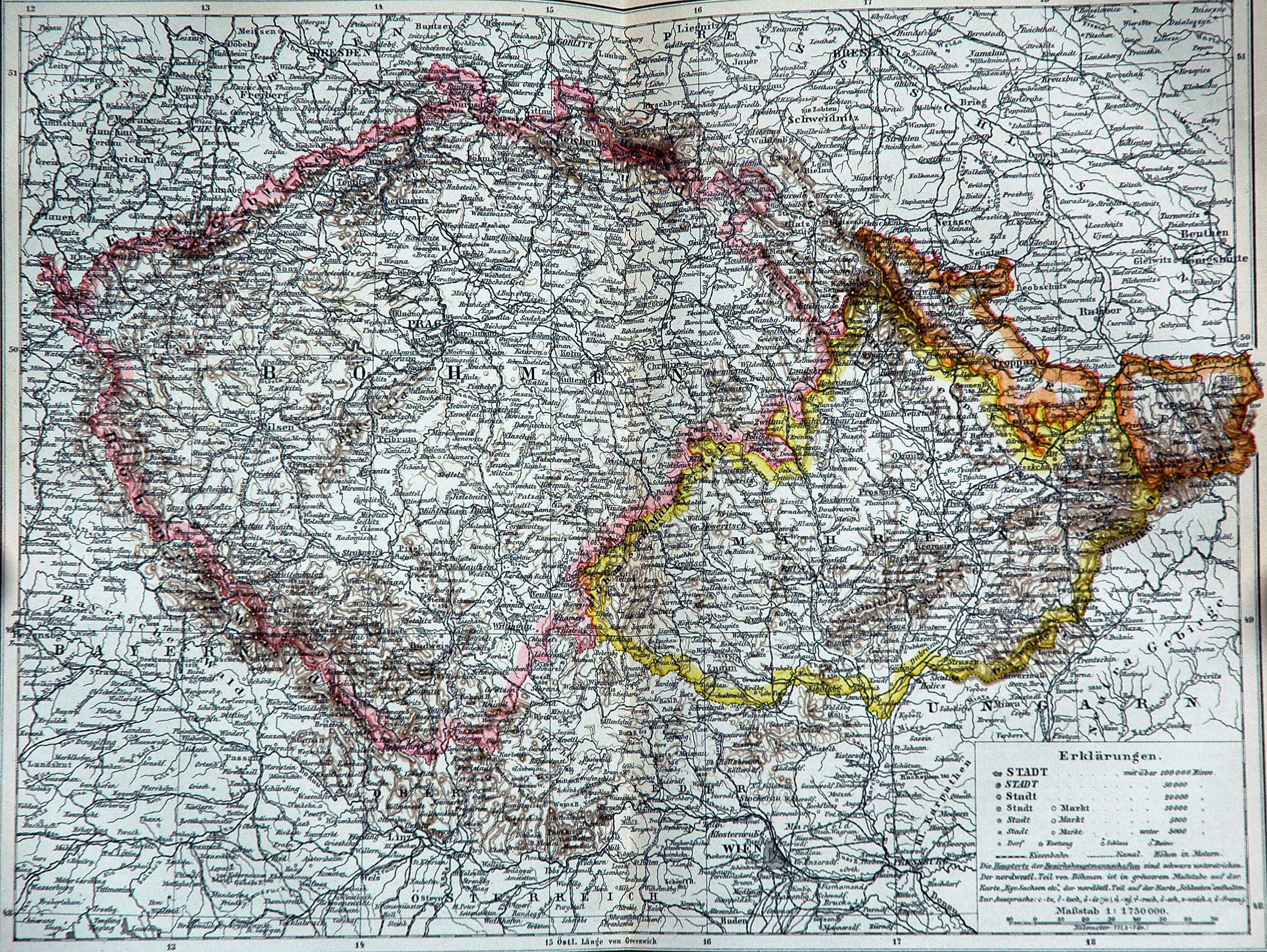
Границы Богемии (красный цвет), Моравии (желтый) и Чешской Силезии (оранжевый)

«Чешские земли» (чеш. České země) — вспомогательный термин, использующийся для обозначения комбинации территорий Богемии, Моравии и Чешской Силезии.
Сегодня эти три исторические провинции составляют Чешскую республику. Первоначально, Чешские земли были заселены одной из групп кельтских племен — бойами. Примерно в I веке их вытеснило германское племя маркоманов. Около VII века эта территория была заселена славянами. Немцы повторно обосновались на Чешских землях и жили среди славян после монгольского нашествия XIII века, а кое-где, например, в Праге, немецкие колонисты появились еще в XII веке.
В большинстве чешских исторических текстов «Чешскими землями» называется территория Королевства Богемия, то есть Земли Богемской Короны, включавшие Лужицу (1292—1635) и часть Силезии (1327—1742).
Иные источники понимают по «Чешскими землями» лишь основные чешские территории — Богемию, Моравию и бывшую Австрийскую Силезию.